# Лесевицкий, Николай Николаевич
Никола́й Никола́евич Лесеви́цкий (3 (15) октября 1879, Екатеринославская губерния — 1951) — подполковник царской армии, полковник Белого движения, командир 2-й батареи 24-го мортирного дивизиона, награждён Георгиевским оружием (1917); в советское время — писатель и редактор.

## Биография
Николай Лесевицкий-младший родился 3 (15) октября 1879 года в Екатеринославской губернии в семье военного и дворянина Николая Лесевицкого, дослужившегося в 1887 году до звания полковника. Николай Николаевич окончил Второй Оренбургский кадетский корпус в 1897 году, после чего поступил в столичное Константиновское артиллерийское училище, из которого выпустился на границе веков — в 1900 году. В самом начале 1909 года он являлся штабс-капитаном Русской императорской армии. По данным на начало Первой мировой войны, 1914 год, Лесевицкий уже имел чин капитана. В документах 1917 года Николай Николаевич числится подполковником, а в период Гражданской войны, конец 1918 — начало 1919, он получил погоны полковника Белого движения.
В 1909 году Н. Н. Лесевицкий проходил действительную службу в 1-й Восточно-Сибирской стрелковой артиллерийской бригаде, расположенной в Никольск-Уссурийске Приморской области. В 1914 году он состоял на должности заведующего хозяйством второй батареи 24-го мортирного артиллерийского дивизиона, расквартированного в Оренбурге. По сведениям на август 1917 года Николай Николаевич уже являлся командующим данного подразделения (батареи). Во время Гражданской войны, с конца августа 1918 года, он был на Восточном фронте — занимал пост помощника инспектора артиллерии Оренбургского военного округа. В том же году Лесевицкий отличился при взятии города Орска.
В октябре 1918 года Николай Лесевицкий был зачислен в Оренбургское казачье войско, с официальной формулировкой «по войскам артиллерии» — он также сменил формальный армейский чин на казачий: «был переименован» в войскового старшину. С середины октября Лесевицкий был в должности инспектора артиллерии Оренбургского казачьего корпуса, а позже — и I Оренбургского казачьего корпуса. В середине марта 1919 года он был отчислен от должности приказом войскам Оренбургской отдельной армии.
После Гражданской войны Николай Николаевич не эмигрировал — он остался в Советской России. Был взят в плен и с 16 февраля и, как минимум, по сентябрь 1921 года пребывал в московском Новопесковском концентрационном лагере. На 26 февраля 1922 годы был в списках Новопокровского концлагеря. Затем Лесевицкий стал «советским» журналистом и литературным редактором «военных» журналов. Он являлся автором «сценария» «Война будущего», опубликованного в 1924—1925 годах, в который был включён фантастический очерк «Налёт на Лондон». При этом сам Лесевицкий продолжал публиковаться в «Военном вестнике», Сборнике трудов Военно-академических курсов высшего командного состава РККА и подобных изданиях. В 1931 году он был арестован по делу «московской контрреволюционной организации — группы „рабочей оппозиции“» и осуждён на десять лет исправительно-трудовых лагерей.
Умер в 1951 году. Похоронен на Введенском кладбище (23 уч.).

### Подвиг
30 августа (12 сентября) 1917 года Николай Лесевицкий был награждён Георгиевским оружием «за то, что в боях с 18 сентября (1 октября) 1916 по 1 (14) января 1917 года в долине Тротуш [Румыния], находясь на передовом наблюдательном пункте под действительным артиллерийским, в том числе и химическими снарядами, пулемётным и ружейным огнём противника, в положении исключительной опасности, способствовал в бою 23 декабря продвижению пехотного полка [русской армии], сбив [вражеские] пулеметы и совершенно уничтожив их, чем способствовал взятию станции Агаши и деревни Самбреа, в боях с 18 по 23 декабря 1916 года, корректируя стрельбу, искусно направлял огонь батареи по наступающему в превосходящих силах противнику, чем оказал выдающуюся помощь тому же полку в отбитии многочисленных атак»

## Награды
- Георгиевское оружие (1917)[6][4]

## Произведения
- Лесевицкий Н. Н. Борьба за Оренбург и Орск в 1917—19 г. // Сборник трудов Отделения Военно-научного общества при Военно-академических курсах высшего комсостава РККА. — М., 1923. — Т. 4.
- Лесевицкий Н. Н. Война будущего: научно-популярная военно-патриотическая танково-линкорная фантазия // Смена : журнал. — М., 1924. — № 13.

## Семья
По состоянию на 1918 год, Николай Лесевицкий был женат на Нине Николаевне Холмской; в семье было двое детей: Сергей (род. 1914) и Николай (род. 1918). В советское время Лесевицкий жил со своей второй женой, Анной Борисовной, и тремя детьми, включая также дочь Людмилу, в Москве.